# Chiesa di San Giovanni Bosco (Cuneo)

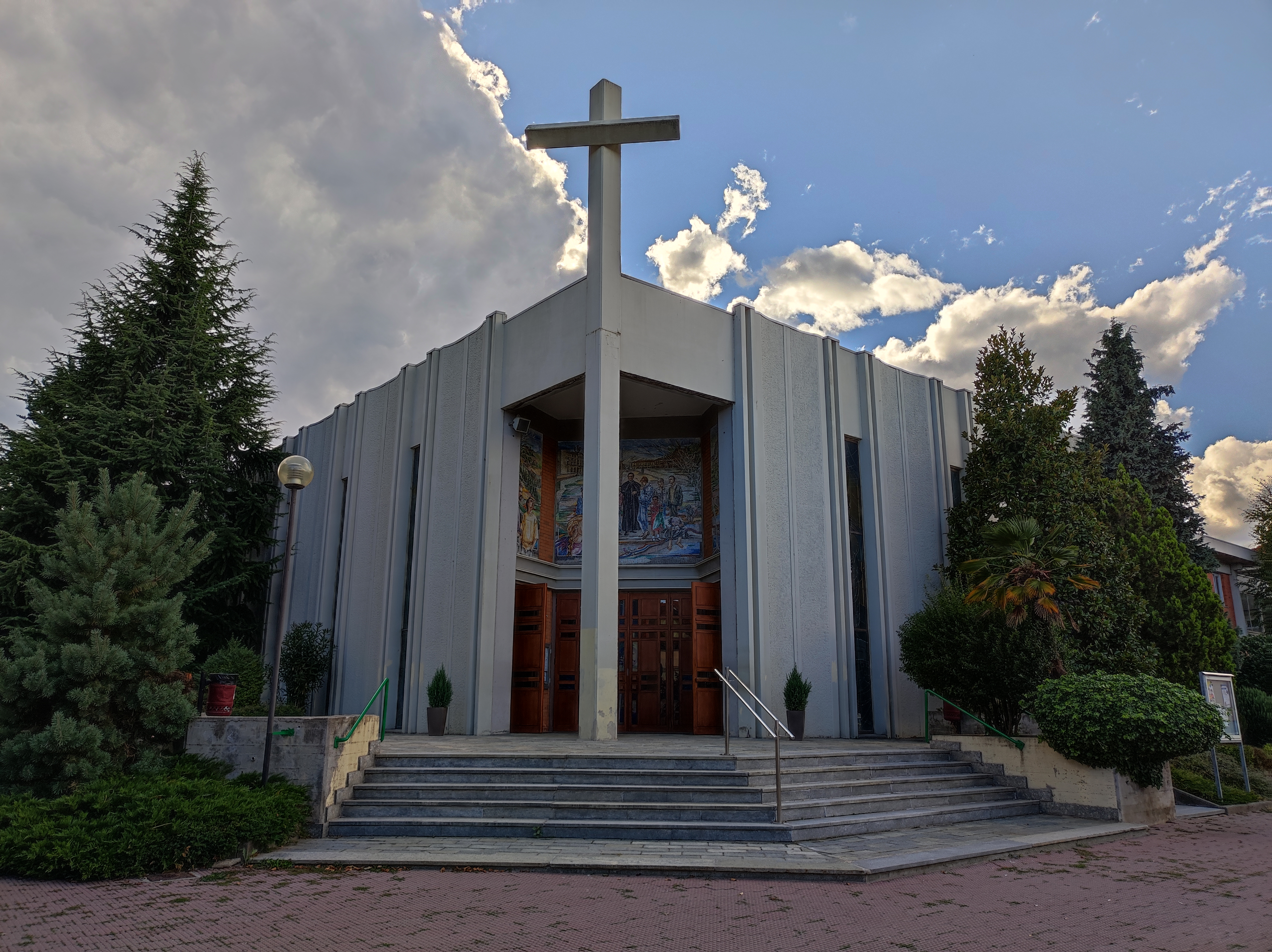

La chiesa di San Giovanni Bosco è un luogo di culto cattolico italiano ubicato nella città di Cuneo.

## Storia
La presenza dei salesiani nella città di Cuneo si può datare al 1928, da quell'anno infatti venne riaperta la chiesa di Santa Chiara che precedentemente era chiusa a causa della legge emanata da Vittorio Emanuele II che imponeva l'incameramento dei beni ecclesiastici.
La chiesa venne gestita dai Salesiani di don Bosco fino al 1935, quando viene consacrata e inaugurata la nuova sede che comprendeva: la cappella, aule catechistiche, un teatro e all'esterno giostre e altalene e campi sportivi.
L'8 dicembre del 1975 si pone la prima pietra della nuova chiesa parrocchiale e subito l'anno successivo si celebra la prima messa.

## Descrizione
La nuova chiesa realizzata nel 1975 è una struttura in stile moderno di forma quadrata.